# Kepler-42 b
Kepler-42 b, anciennement KOI-961.01 puis KOI-961 b, est une exoplanète en orbite autour de Kepler-42 (anciennement KOI-961), une étoile située à environ ∼ 131 a.l. (∼ 40,2 pc) du Système solaire, dans la constellation du Cygne. Un système planétaire d'au moins trois exoplanètes de tailles comprises entre celles de Mars et de Vénus aurait été détecté autour de cette naine rouge le 11 janvier 2012 par la méthode des transits à l'aide du télescope spatial Kepler :
| Planète                          | Rayon (R⊕)  | Diamètre (km), | Demi-grand axe (UA) | Période orbitale (d)    | Température (K) |
| -------------------------------- | ----------- | -------------- | ------------------- | ----------------------- | --------------- |
|                                  |             |                |                     |                         |                 |
| Kepler-42 c                      | 0,73 ± 0,20 | 9 280          | ~ 0,006             | 0,45328509 ± 9,7 × 10-7 | 720 ± 73        |
| Kepler-42 b                      | 0,78 ± 0,22 | 9 917          | ~ 0,0116            | 1,2137672 ± 4,6 × 10-6  | 519 ± 52        |
| Kepler-42 d                      | 0,57 ± 0,18 | 7 250          | ~ 0,0154            | 1,856169 ± 1,4 × 10-5   | 450 ± 45        |
|                                  |             |                |                     |                         |                 |
| Système planétaire de Kepler-42, |             |                |                     |                         |                 |

Kepler-42 b serait un astre de 0,78 rayon terrestre orbitant en un peu plus de 1,2 jour à environ 0,012 UA de son étoile parente, ce qui lui vaudrait une température d'équilibre moyenne d'environ 245 °C.